# Cerkiew św. Pimena w Moskwie
Cerkiew św. Pimena – prawosławna cerkiew w Moskwie, w centralnym okręgu administracyjnym miasta, w historycznej dzielnicy Nowyje Worotniki.

## Historia
Świątynia została wzniesiona w stylu barokowym w latach 1696–1702 na miejscu starszej, drewnianej cerkwi Trójcy Świętej, zniszczonej przez pożar w 1691. W 1702 dostawiono dzwonnicę i refektarz. Początkowo obiekt nosił wezwanie Trójcy Świętej, funkcjonował w nim także boczny ołtarz św. Pimena Wielkiego. W latach 1796–1807 dobudowano jeszcze jeden, pod wezwaniem Włodzimierskiej Ikony Matki Bożej. W latach 90. XIX w. i w pierwszej dekadzie XX stulecia budynek był przebudowywany. Projekt przekształceń we wnętrzu świątyni opracował Fiodor Szechtel, wzorując projektowane freski na kompozycjach Wiktora Wasniecowa w soborze św. Włodzimierza w Kijowie. Ikonostas w świątyni wykonano w 1907 z marmuru. W jego ornamentyce pojawiają się symbole nawiązujące do prześladowań pierwszych chrześcijan i ich ukrywania się w katakumbach (gałązki palmowe, gałęzie i kiście winogron).
Po rewolucji październikowej cerkiew nie została zamknięta, jednak w czasie akcji konfiskaty kosztowności cerkiewnych władze odebrały parafii św. Pimena dwanaście pudów złotych i srebrnych elementów wyposażenia budynku. 
W 1936 obiekt przeszedł w ręce Żywej Cerkwi i otrzymał w jego ramach rangę soboru Pierwszego Hierarchy. Cerkiew św. Pimena była ostatnią placówką duszpasterską Żywej Cerkwi; nawet po załamaniu się tego ruchu administrował nią ostatni zwierzchnik odnowicielstwa Aleksander Wwiedienski. Po jego śmierci w 1946 świątynia ponownie stała się siedzibą parafii Rosyjskiego Kościoła Prawosławnego.
W latach 20. XX wieku regentem chóru cerkwi św. Pimena był riasoforny mnich Platon (Izwiekow), późniejszy patriarcha moskiewski i całej Rusi Pimen.